# Solberga kyrka, Västergötland
Solberga kyrka är en kyrkobyggnad som tillhör Åsarps församling (före 1998 Solberga församling) i Skara stift. Den ligger i den sydligaste delen av Falköpings kommun.

## Kyrkobyggnaden
Under 1100-talet eller 1200-talets första hälft uppfördes väl synlig på en hög kulle en stenkyrka i romansk stil. På 1700-talet byggde man i väster till ett tvåvånings vapenhus i trä. Enligt arkivuppgifter ska ett tidigare vapenhus ha funnits vid södra långsidan, men fick vid en renovering 1863 sin nuvarande placering vid västra gaveln. Kyrkans ingång finns i väster och går genom vapenhuset. 
I kyrkorummet märks takmålningarna med bibelcitat inom lagerkransar från 1760 utförda av Fredrik Wallin från Hjo. Hela målningen omslutes vid takfrisen av en bred bård av blad. År 1923 murades det korfönster som fanns över altaret igen och i koret tillkom en väggmålning som utgör altartavla. År 1973 gjordes en inre renovering då kyrkan målades om, elvärme installerades och bänkarna i koret togs bort varvid bänkavståndet ökades. På läktarens norrsida är den gamla bänktypen bevarad. 

## Klockstapel och klockor
I klockstapeln av trä hänger två klockor. 
- Storklockan är av en senmedeltida typ och saknar inskrifter.[1]
- Lillklockan är gjuten i Skara 1774.

## Inventarier
- Dopfunt av sandsten tillverkad omkring år 1200 i två delar med höjden 75 cm. Cuppan är cylindrisk med rundad undersida. Upptill och nedtill motgående repstavar. Foten är rund med skrånande översida. Den avslutas upptill med en kraftig repstav. Centralt uttömningshål.[2]
- Predikstolen och altaruppsatsen härstammar från början av 1800-talet.
- Ljuskrona av malm härstammar från 1700-talet.
- Från 1700-talet är en kollekthåv med ringklocka, en kyrkstöt och ett alnmått.
- Basunängeln över koret är snidad 1775 av Jöns Lindberg.
- Kormattan från 1967 är tillverkad av Agda Österberg

### Orgel
- Orgeln på läktaren i väster är tillverkad 1926 av Nordfors & Co. Den används inte, men pipverket står kvar i ursprungligt skick inne i orgelhuset och ute i tornrummet förvaras spelbord och pedal. En digitalorgel används istället som huvudinstrument.[3]

## Bilder

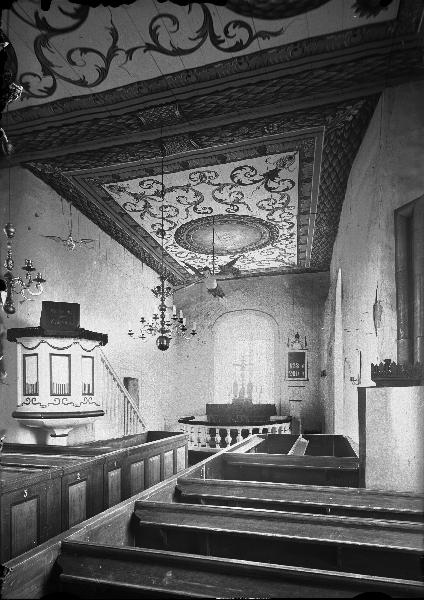
Interiör mot altaret
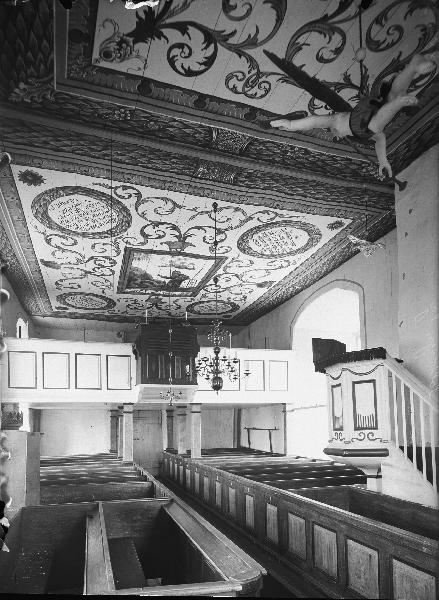
Interiör mot orgelläktaren
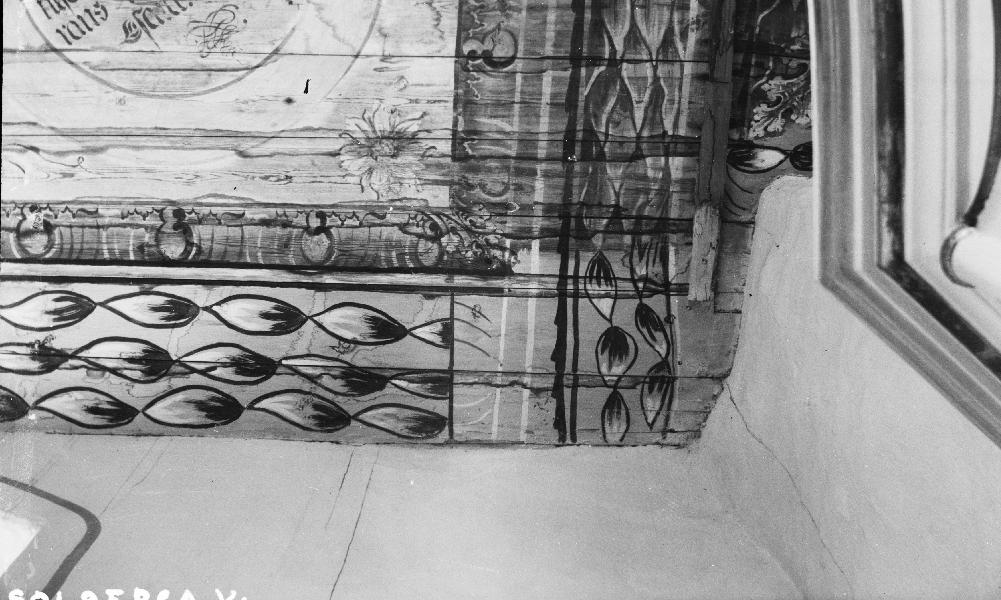
Detalj av takmålningen
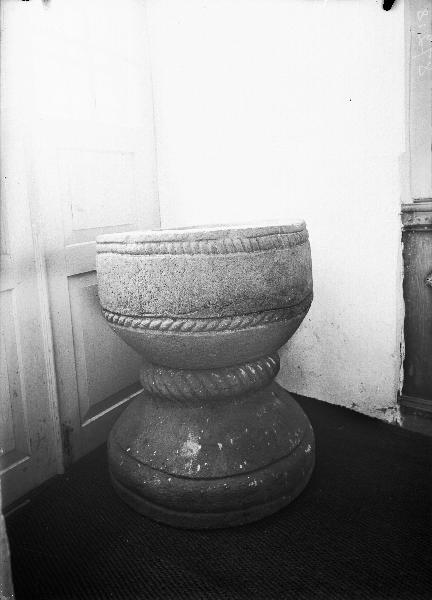
Dopfunten